# Myxosporium incarnatum
Myxosporium incarnatum är en svampart som först beskrevs av Jean Baptiste Desmazières, och fick sitt nu gällande namn av Hermann Friedrich Bonorden 1851. Myxosporium incarnatum ingår i släktet Myxosporium, divisionen sporsäcksvampar och riket svampar.   Inga underarter finns listade i Catalogue of Life.